# Ван Гервен, Майкл
Майкл ван Гервен (нидерл. Michael van Gerwen, МФА: [ˈmɑikəl vɑn ˈɣɛrʋən], род. 25 апреля 1989 года в Бокстеле) — голландский профессиональный дартсмен, выступающий в турнирах под эгидой PDC. Прозвища — Mighty Mike (Могучий Майк) и MvG.
Трёхкратный чемпион мира PDC (2014, 2017, 2019). Первый номер мирового рейтинга PDC с января 2014 по январь 2021. Многие эксперты считают ван Гервена вторым сильнейшим игроком в истории после Фила Тейлора.

## Ранние годы
До того как стать дартсменом, Майкл играл в футбол на позиции защитника и работал плиточником. В 16 лет он выиграл свой первый профессиональный турнир, после чего его карьера пошла в гору. 

## Личная жизнь
В 2014 году Майкл женился на своей давней подруге Дафне Гоуверс. В августе 2017 у пары родилась дочь Зои, в апреле 2020 - сын Майкл.
В 2018 году награжден орденом Оранских-Нассау со статусом рыцаря. Стал вторым игроком в дартс, получившим эту награду после Раймонда ван Барневельда

## Результаты на чемпионатах мира

### BDO

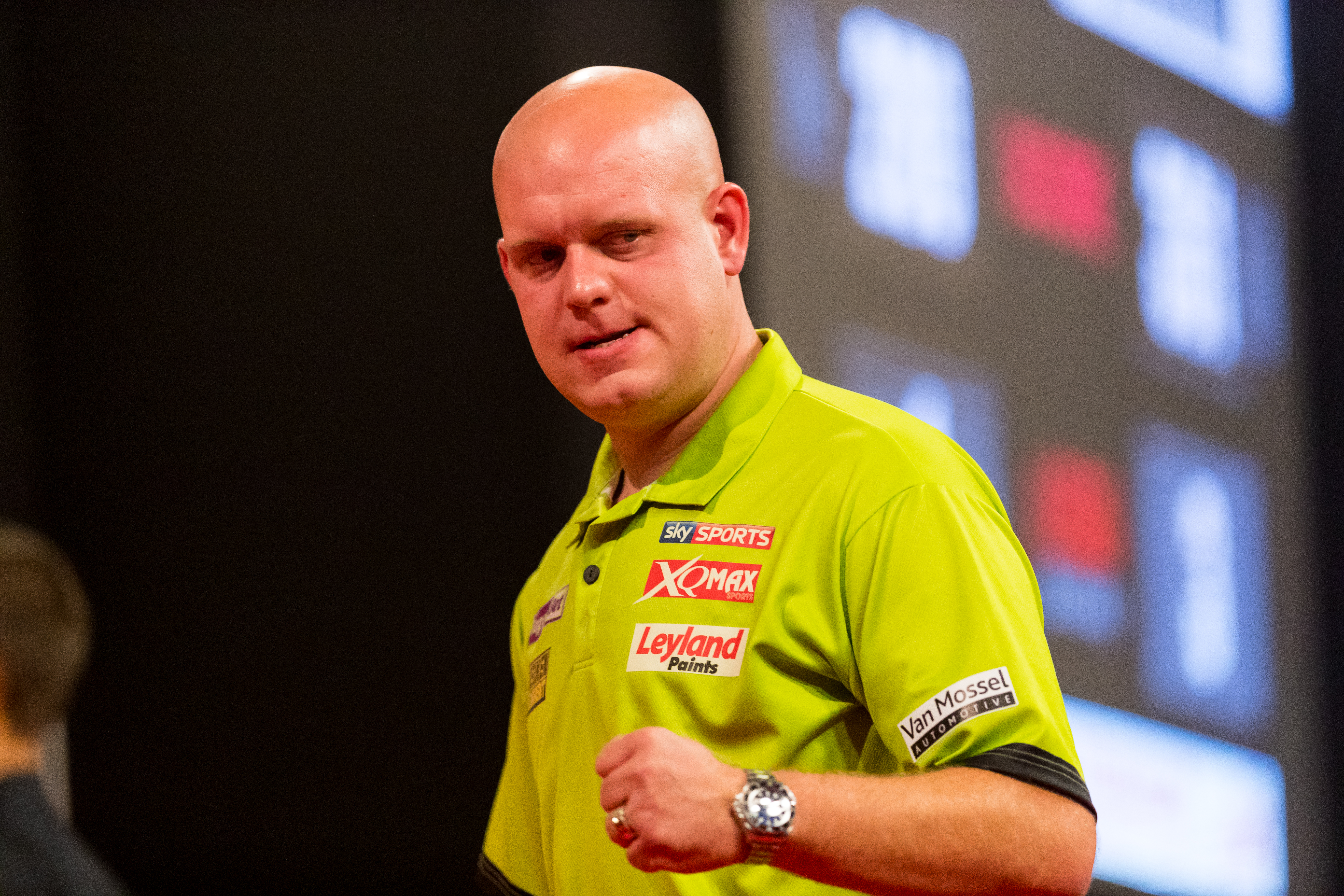
Ван Гервен на турнире в Мангейме

- 2007: Первый раунд

### PDC
- 2008: Первый раунд (поражение от Фила Тейлора 2–3)
- 2009: Второй раунд (поражение от Фила Тейлора 0–4)
- 2010: Второй раунд (поражение от Джеймса Уэйда 2–4)
- 2011: Первый раунд (поражение от Менсура Сульовича 1–3)
- 2012: Третий раунд (поражение от Саймона Уитлока 3–4)
- 2013: Финалист (поражение от Фила Тейлора 4–7)
- 2014: Победитель
- 2015: Полуфинал (поражение от Гэри Андерсона 3–6)
- 2016: Третий раунд (поражение от Раймонда ван Барневельда 3–4)
- 2017: Победитель
- 2018: Полуфинал (поражение от Роба Кросса 5–6)
- 2019: Победитель
- 2020: Финалист (поражение от Питера Райта 3–7)
- 2021: Четвертьфинал (поражение от Дейва Чизнолла 0–5)
- 2022: Третий раунд (снялся с турнира из-за положительного теста на Covid-19)
- 2023: Финалист (поражение от Майкла Смита 4–7)
- 2024: Четвертьфинал (поражение от Скотта Уильямса 3–5)
- 2025: Финалист (поражение от Люка Литтлера 3–7)